# Susanne Kröhl
Susanne Kröhl (* 5. April 1955 in Delmenhorst) ist eine deutsche Politikerin (SPD) und Verwaltungsangestellte.

## Biografie

### Ausbildung und Beruf
Kröhl besuchte von 1962 bis 1970 die Schule, zuletzt Realschule, in Bremen. Nach einem Praktikum von 1971 bis 1972 an der Gesamtschule West absolvierte sie von 1972 bis 1975 die Fachschule für Sozialpädagogik und Sozialökonomie. Von 1976 bis 1979 studierte sie Sprachen an der Universität Bremen. 
Von 1979 bis 1987 arbeitete Kröhl als Angestellte bei der Bremer SPD-Bürgerschaftsfraktion und war von 1987 bis 1991 die persönliche Referentin des Senators Konrad Kunick. Von 1992 bis 1994 war sie Bürgerbeauftragte bei der Senatorin für Gesundheit, Jugend und Soziales Sabine Uhl. Danach war sie bis 2002 als wissenschaftliche Mitarbeiterin des Bundestagsabgeordneten Konrad Kunick tätig. Sie ist seit 2002 Wissenschaftliche Mitarbeiterin für den Bundestagsabgeordneten Uwe Beckmeyer.

### Politik
Kröhl trat 1972 in die SPD ein und wurde Mitglied der Gewerkschaft ÖTV (heute Verdi), 1979 der Arbeiterwohlfahrt (AWO), des Arbeiter-Samariter-Bund (ASB) und der Deutsch-Sowjetischen-Gesellschaft (heute Ost-West-Gesellschaft). 
Sie war Schriftführerin im Juso - Landesvorstand und Geschäftsführerin der Bremer Jungsozialisten. 
Von 1983 bis 1995 war sie im Beirat von Bremen - Osterholz und von 1991 bis 1995 Sprecherin der SPD-Beiratsfraktion. Sie ist seit 2004 Mitglied im SPD-Unterbezirksvorstand Bremen-Stadt. 
Kröhl war vom 15. Januar 2008 bis zum 11. April 2008 und wieder seit dem 7. Oktober 2008 bis 2011 Mitglied der Bremischen Bürgerschaft. Sie ist für die ausgeschiedenen MdBBs Wolfgang Grotheer bzw. Willi Lemke in die Bürgerschaft eingetreten. Kröhl war in den Ausschüssen für Angelegenheiten der Häfen, für Bundes- und Europaangelegenheiten, internationale Kontakte und Entwicklungszusammenarbeit, Rechtsausschuss sowie in den Betriebsausschüssen Stadtbibliothek Bremen und Bremer Volkshochschule, Performa Nord sowie in der städtischen Innendeputation vertreten.

### Weitere Ämter
Sie war Vorsitzende des Arbeiter-Samariter-Bund in Bremen - Ortsverband Ost. Sie ist im Vorstand im Landesverband Bremen der SJD-Die Falken, des Vereins der Freunde und Dauercamper des Naturcampingplatzes Bremen und im Verein Waterkant.